# GAMESS (US)
GAMESS (US)(General Atomic and Molecular Electronic Structure System)는 계산화학 프로그램을 위한 컴퓨터 소프트웨어이다. 오리지널 코드는 1977년 10월 1일 화학 프로젝트의 National Resources for Computations라는 이름으로 시작되었다. 1981년, 이 코드는 GAMESS (US)와 GAMESS (UK)로 분리되었으며 지금은 서로 상당히 다른 코드가 되었다. GAMESS (US)는 아이오와 주립 대학교의 고든 리서치 그룹 구성원들에 의해 유지보수되고 있다. GAMESS (US)의 소스 코드는 소스 코드 이용이 가능한 프리웨어로 제공되고 있으나 라이선스 제한으로 인해 오픈 소스 소프트웨어는 아니다.

## 기능
| SCFTYP=           | RHF  | ROHF   | UHF    | GVB    | MCSCF  |
| ----------------- | ---- | ------ | ------ | ------ | ------ |
| Energy            | CDpF | CDpF   | CDpF   | CDp    | CDpF   |
| Analytic gradient | CDpF | CDpF   | CDpF   | CDp    | CDpF   |
| Numerical Hessian | CDpF | CDp    | CDp    | CDp    | CDp    |
| Analytic Hessian  | CDpF | CDpF   | CDpF   | CDp    | Dp     |
| MP2 energy        | CDpF | CDpF   | CDp    | 아니요 | CDp    |
| MP2 gradient      | CDpF | Dp     | CDp    | 아니요 | 아니요 |
| CI energy         | CDpF | CDp    | 아니요 | CDp    | CDp    |
| CI gradient       | CD   | 아니요 | 아니요 | 아니요 | 아니요 |
| CC energy         | CDpF | CDF    | 아니요 | 아니요 | 아니요 |
| EOM energy        | CD   | CD     | 아니요 | 아니요 | 아니요 |
| DFT energy        | CDpF | CDp    | CDpF   | 아니요 | 아니요 |
| DFT gradient      | CDpF | CDp    | CDpF   | 아니요 | 아니요 |
| TD-DFT energy     | CDpF | 아니요 | CDpF   | 아니요 | 아니요 |
| TDDFT gradient    | CDpF | 아니요 | 아니요 | 아니요 | 아니요 |
| MOPAC energy      | 예   | 예     | 예     | 예     | 아니요 |
| MOPAC gradient    | 예   | 예     | 예     | 아니요 | 아니요 |

## 같이 보기
- GAMESS (UK)